# 岩渕公一
岩渕 公一（いわぶち こういち、1955年 - ）は、岩手県出身の日本の柔道家。

## 経歴
1955年、農家のもとに生まれる。身体が大きく周囲からの勧めもあり、中学校から柔道に励む。岩手県立藤沢高等学校でも柔道部に所属し、国士舘大学へ進学した。卒業後に国士舘高校に保健体育教員として赴任。1978年に国士舘高校が後のロサンゼルスオリンピック及びソウルオリンピック95kg超級金メダリスト斎藤仁などの活躍でインターハイ団体戦で2連覇した際には、病を患った川野一成に代わって代理監督を務めた。その後、復帰してきた川野が国士舘中学の柔道部監督、岩渕が高校の監督を務める分業体制が確立して、中学高校の一貫指導が本格化していった（川野は中学及び高校の柔道部総監督も兼任）。
1995年には高校選手権団体戦で17年ぶりとなる全国大会優勝を果たした。その後、監督として高校選手権では3連覇を含めて優勝8回、金鷲旗では9回の優勝、インターハイでは優勝14回と全国大会で数多くの優勝を成し遂げた。2000年、2010年、2015年には高校団体3冠（高校選手権、金鷲旗、インターハイ）も達成した。選手では斉藤の他に、アテネオリンピック100kg超級金メダリストの鈴木桂治、北京オリンピック100kg超級金メダリストの石井慧、アテネ及び北京オリンピック66kg級金メダリストの内柴正人、元無差別世界3位の高井洋平など、足技重視の指導で多数の有名選手を育てた。
2016年からは国士舘中学及び高校の副校長を務め、2019年から校長に就任。なお、息子の侑生は2013年の世界ジュニア73kg級代表に選出されるも、個人戦では初戦で敗れると、団体戦でも4戦全敗した。

## 監督としての実績
- 高校選手権 優勝8回（1995年、1998年、2000年-2002年、2004年、2010年、2015年）[4]
- 金鷲旗 優勝9回（1997年、2000年、2002年、2004年、2006年、2010年、2011年、2015年、2016年）[5]
- インターハイ 優勝14回（1978年、1995年、1998年-2000年、2003年、2005年、2007年、2010年、2011年、2014年-2016年）[6]

## 書籍・DVD
- 『国士舘柔道の秘訣 全国優勝常連校の技を得る』 スポーツDVD制作・販売のティアンドエイチ 1997年
- 『国士舘柔道の秘訣II』 スポーツDVD制作・販売のティアンドエイチ 2002年
- 『もっと強くなれる! 勝つ柔道 固め技のコツ55』メイツ出版 2013年 ISBN 4780412420